# Бои в Восточной Триполитании
Бои в Восточной Триполитании — военная кампания гражданской войны в Ливии, которая из-за слабой активности враждующих сторон некоторыми именуется как «Стояние у Сирта».
Кампания началась 6 июня 2020 года, через два дня после завершения кампании 2019—2020 годов в Западной Ливии, провалившейся попытки Ливийской национальной армии захватить Триполи.

## Предыстория
Гражданская война продолжалась в Ливии с 2014 года, а после 2016 года страна в основном была разделена между базирующейся в Тобруке Палатой представителей на востоке и правительством национального согласия в Триполи и западной Ливии. Ливийская национальная армия фельдмаршала Халифы Хафтара оказывала военную поддержку Палате представителей. Оба соперничающих правительства утверждали, что являются законным правительством Ливии. ПНС признан Советом Безопасности ООН в качестве правительства Ливии, хотя ЛНА пользуется поддержкой нескольких стран, включая Россию, Объединённые Арабские Эмираты и Францию. К 2019 году ЛНА контролировала более половины Ливии, в то время как ПНС в основном контролировала Триполи и несколько других территорий.
В апреле 2019 года силы Хафтара начали операцию по захвату столицы Триполи у ПНС и объединению всей Ливии. После четырнадцати месяцев боёв ПНС удержало Триполи и к 4 июня 2020 года вытеснило восточные войска. После этого вооружённые силы ПНС начали контрнаступление против сил Хафтара. Город Сирт и близлежащая авиабаза Аль-Джуфра считаются важными для установления контроля над нефтяными портами Ливии на Средиземном море, а на авиабазе находятся истребители МиГ-29 и бомбардировщики Су-24, предоставленные Россией силам Хафтара. Оперативная комната в Сирте-Джуфре была создана ПНС для наблюдения за операциями ливийской армии в этом районе под командованием бригадного генерала Ибрагима Байт аль-Мала.

## Значение
Наступление в Центральной Ливии, официально известное как операция «Пути к победе», представляет собой военное наступление в Ливии, начатое силами Правительства национального согласия с целью захвата города Сирт и авиабазы Аль-Джуфра у Палаты представителей при поддержке Ливийского национального правительства. Город Сирт считается стратегически важным из-за его близости к нефтяным объектам, что даёт ему контроль над портами отгрузки нефти и газа Ливии. Авиабаза Аль-Джуфра имеет стратегическое значение для ПНС из-за её центрального положения по отношению к Феццану и отрицания превосходства Ливийской национальной армии в воздухе над Центральной Ливией.

## Хронология
- 5 июня ПНС отвоевала большую часть территории на северо-западе Ливии, которая была захвачена ЛНА во время наступления на Триполи в 2019–2020 годах[12].
- 6 июня: сторонники правительства национального согласия начали наступление на Сирт и прилегающие районы к городу. Стороны конфликта обменялись воздушными ударами. ЛНА потеряла как минимум один дрон, но смогла уничтожить несколько пикапов ПНС[13].
- 7 июня: несколько истребителей МиГ-29 армии Хафтара нанесли воздушный удар по колонне бронетехники турецких вооружённых сил и сараджистов, которые пытались захватить Сирт. Отмечается, что военную колонну сопровождали несколько сотен бойцов. Предположительно, авиация нанесла несколько ударов по колонне[14].
- 8 июня: Силы, связанные с ПНС, заявили, что взяли под свой контроль два района на окраине Сирта[10].
- 9 июня: ПНС отклонил предложение Египта о прекращении огня[15].
- 11 июня: армия Сараджа установила контроль над стратегической 350-километровай трассой, а также над районом Аль-Шувайриф на этой дороге. Бойцы Хафтара использовали маршрут в течение всего года для логистических поставок между южной и западной частями страны. Обеспечив контроль над шоссе, силам ПНС удалось заблокировать маршруты снабжения противника. Контроль над районом Аль-Шуваириф заблокировал маршруты поставок на военную базу Таманхант возле Себхи[16].
- 22 июня: истребители F-16C/D ВВС Египта, летящие вместе с Airbus A330-243MRTT — танкерами ВВС ОАЭ, вошли в воздушное пространство Ливии. Возможно, они наносили удары по силам ПНС в Мисурате совместно с истребителями российского производства Ливийской национальной армии Су-24М. Ранее президент Египта Абдул Фаттах ас-Сиси заявил, что страна может вторгнуться в Ливию на законных основаниях, и призвал египетскую армию быть полностью боеспособной. Он отметил, что Египет получил прямые угрозы от «наёмников-террористов и ополченцев», поэтому любое военное вмешательство Каира будет законным[17].
- 25 июня: в 2 или 5 часов вечера силы Сараджа при поддержке Турции нанесли удар по базе ВВС Джуфра (Аль-Джуфра), где размещались военные самолёты. Сообщается, что некоторые из самолётов были уничтожены. Затем в 18:46 произошла атака с дронов[18].
- 1 июля: стабилизировался фронт у Сирта, где бойцы Хафтара остановили противника в 50—90 км от города, отразив ряд атак[19].
- 8 июля: в Twitter появилась информация об ударе ВВС Турции по позициям ЛНА в районе Сукана в Аль-Джуфре. Сообщалось о нескольких десятках раненых[20].
- 13 июля: Турция выдвинула ультиматум Хафтару, чтобы ЛНА вышла из Сирта и Джуфры, иначе против них будет начата военная операция[21].
- 23 июня: к западу от Сирта ПВО фельдмаршала Хафтара сбила турецкий беспилотник[22].

## Последствия
26 июня по данным Национальной нефтяной корпорации страны, 26 июня иностранные наёмники во главе с российской военизированной группой Вагнера вторглись и захватили крупнейшее нефтяное месторождение Ливии, Эль-Шарара, и взяли его под полный контроль к 27 июня. Нефтяной порт Сидр также был взят наемниками.
4 июля неопознанные «иностранные» боевые самолёты, согласованные с ЛНА, нанесли удар по авиабазе Аль-Ватия. В результате авиаудара была уничтожена военная техника ПНС, ввезенная Турцией; включая 3 системы ПВО MIM-23 Hawk и одну систему радиоэлектронной борьбы KORAL, размещённых на базе.
13 июля Турция предупредила Хафтара, что если они не уйдут, то будут использовать против него военные действия. Тем временем Египет участвует в переговорах с Грецией по поводу Ливии, чтобы поддержать ЛНА.
22 июля Египет начинает размещать войска после переговоров с парламентом, что может привести к эскалации гражданской войны или, возможно, к тотальной войне между Турцией и Египтом.
12 августа сообщается, что военно-воздушные силы ЛНА подвергли бомбардировке вооружённую колонну предположительно поддерживаемых Турцией наёмников, связанных с ПНС Фаиза аль-Сарраджа, в районе Вади-Бей к западу от Сирта. Согласно источникам ЛНА, группа пыталась проникнуть в город, но она была уничтожена, без каких-либо подробностей о количестве участников или потерях.
21 августа ПНС и ЛНА объявили о прекращении огня.

## Международная реакция
21 июня президент Египта Абдель Фаттах ас-Сиси заявил, что Сирт и Джуфра являются «красной линией» для Египта, и что страна вмешается военными средствами, если ПНС и его турецкие союзники захватят этот район у ЛНА. Представитель правительства Турции заявил, что любое постоянное прекращение огня требует вывода ЛНА из Сирта. Саудовская Аравия также продемонстрировала свою поддержку позиции Египта вместе с Иорданией.
ПНС осудило заявление президента Египта, заявив, что оно является «враждебным актом и прямым вмешательством и равносильно объявлению войны». Спикер ливийской палаты представителей Агила Салех Исса поддержал заявление Сиси и помощь Египта против ПНС. Исса заявил египетским СМИ: «Ливийский народ официально просит Египет вмешаться с вооруженными силами, если этого требует необходимость поддержания национальной безопасности Ливии и национальной безопасности Египта». Премьер-министр ПНС Фаиз аль-Саррадж наложил вето на предложение Египта о проведении встречи Лиги арабских государств для обсуждения ситуации в Ливии. Президент Сиси проинспектировал войска на западной границе Египта с Ливией и сказал, что египетские военные готовы вмешаться.
22 июня президент Франции Эммануэль Макрон осудил роль Турции в поддержке ПНС, назвав это «опасной игрой». В тот же день появились новости о том, что сирийские ополченцы будут отправлены в Ливию для борьбы с силами ЛНА. Также в тот же день командующий африканским командованием Соединенных Штатов Америки генерал Стивен Дж. Таунсенд и посол США в Ливии Ричард Норланд встретились с Фаизом ас-Сараджем и его делегацией в Зуваре недалеко от границы с Тунисом. 24 июня министр иностранных дел Италии Луиджи Ди Майо встретился с Фаизом аль-Сараджем в Триполи, чтобы подчеркнуть «необходимость возобновления политического процесса и прекращения иностранного вмешательства». 10 июля Египет начинает повышать военную готовность, готовясь к потенциальной схватке с Турцией из-за Ливии.